# Nie Rongzhen
Nie Rongzhen (Contea di Kai, 29 dicembre 1899 – Pechino, 14 maggio 1992) è stato un generale e politico cinese, prominente leader militare comunista e uno dei 10 marescialli dell'Esercito Popolare di Liberazione. Fu l'ultimo Maresciallo della Repubblica Popolare Cinese a morire.

## Biografia
Nie nacque nel Distretto di Jiangjin nello Sichuan (ora parte della municipalità di Chongqing), figlio di una famiglia agiata. All'età di 20 anni, andò a studiare nella Università del Lavoro di Charleroi in Belgio, con una scolaresca del Partito Socialista Belga, e fu in grado di studiare scienza a Charleroi.
Zhou Enlai passò una notte a Charleroi e lì si incontrò con Nie. Nie accettò di entrare in un gruppo di studenti cinesi in Francia per un programma di studio-lavoro, dove studiò ingegneria e divenne un protetto dello stesso Zhou. Nie entrò nel Partito Comunista Cinese nel 1923.
Si graduò all'accademia militare dell'Armata rossa sovietica e nell'Accademia militare di Whampoa, Nie passò i suoi primi anni di carriera come un ufficiale politico nel dipartimento politico di Whampoa, dove Zhou Enlai serviva come vice-direttore, e nell'Armata Rossa Cinese.
Durante la Seconda guerra sino-giapponese, fu assegnato come vice-comandante di divisione della 115ª divisione della Ottava armata di rotta, dove il comandante era Lin Biao, e nei primi anni '30 gli fu affidato un comando di campo nello Shanxi.
Durante la Guerra civile cinese comandò la regione militare della Cina del Nord, insieme al suo vice Xu Xiangqian, e le sue forze sconfissero le truppe del generale nazionalista Fu Zuoyi a Tianjin vicino a Pechino. Durante la Guerra di Corea prese parte a importanti decisioni militari, nella pianificazione militare e condivise responsabilità per la mobilitazione di guerra. Fu promosso a Maresciallo della Repubblica Popolare Cinese nel 1955 e in seguito guidò il Programma militare nucleare cinese.
Fu purgato durante la Rivoluzione culturale, ma in seguito fu riabilitato e nominato vicepresidente della Commissione militare centrale, che controllava le forze armate nazionali. Venne nominato anche vicepresidente del Congresso nazionale del popolo e si ritirò nel 1987 e morì a Pechino il 14 maggio 1992 all'età di 92 anni.